# Bascanichthys panamensis
Bascanichthys panamensis е вид змиорка от семейство Ophichthidae. Видът не е застрашен от изчезване.

## Разпространение и местообитание
Разпространен е в Коста Рика, Мексико, Никарагуа и Панама.
Среща се на дълбочина от 1 до 2 m.

## Описание
На дължина достигат до 76 cm.